# جيمس ماي
جيمس دانييل ماي (ولد في 16 يونيو 1963) هو مقدم تلفاز وصحفي إنجليزي، يشتهر بسبب دوره في تقديم برنامج توب غير إلى جانب جيرمي كلاركسون وريتشارد هاموند.
يملك جيمس ماي في برنامج توب غير لقب «كابتن بطيء» (بالإنجليزية: Captian Slow)‏ بسبب أسلوب قيادته الحذر. وقد قام بتقديم برامج أخرى في مجالات العلوم والألعاب وثقافة النبيذ ومشاكل الرجال في العصر الحديث. كما كتب عمودًا أسبوعيًا في قسم السيارات في صحيفة ديلي تيليغراف.

## النشأة
ولد جيمس ماي في بريستول وهو واحد من أربعة أطفال، حيث لديه أختان وأخ. درس جيمس في مدرسة كارليون للصغار في نيوبورت، وقضى سنوات مراهقته في جنوب يوركشير حيث درس في مدرسة أوكوود الشاملة في روثرهام وكان أحد الأولاد المنشدين في كنيسة ويستون باريش.
أجاد جيمس ماي العزف على البيانو والمزمار بعد أن درس الموسيقى في كلية بندل في جامعة لانكستر. وبعد تخرجه، عمل موظف سجلات لفترة بسيطة في مستشفى في تشلسي، وقضى فترة قصيرة في الخدمة المدنية البريطانية.

## وصلات خارجية
- جيمس ماي على موقع IMDb (الإنجليزية)
- جيمس ماي على موقع روتن توميتوز (الإنجليزية)
- جيمس ماي على موقع إن إن دي بي (الإنجليزية)
- جيمس ماي على موقع قاعدة بيانات الفيلم (الإنجليزية)
- جيمس ماي على موقع كينوبويسك (الروسية)

1. ↑  فيلبي، شارلوت (27 سبتمبر 2008). "حياتي السرية: جيمس ماي، مقدم تلفزيون، العمر 45". www.independent.co.uk. مؤرشف من الأصل في 2019-05-11. اطلع عليه بتاريخ 2010-06-20.
2. ↑  "جيمس ماي: أفضل ألعاب أخواتي". 23 ديسمبر 2007. بي بي سي. لم أحب الدمى أبدًا، وكذلك لم يفعل أخي {{استشهاد بحلقة}}: الوسيط |series= غير موجود أو فارغ (مساعدة)
3. ↑  جيمس ماي (10 Nov 2007). "عمود جيمس ماي: "زي الفروك يجعل الولد رجلًا"" (بالإنجليزية). ديلي تلغراف. Archived from the original on 2008-06-15. Retrieved 2007-12-31.
4. ↑  دوردن, نك (15 Aug 2009). "كيف أصبح جيمس ماي المقدم الأكثر طلبًا في التلفاز البريطاني" (بالإنجليزية). ذا إندبندنت. Archived from the original on 2015-09-25. Retrieved 2009-08-18.